# Olajág

Békegalamb

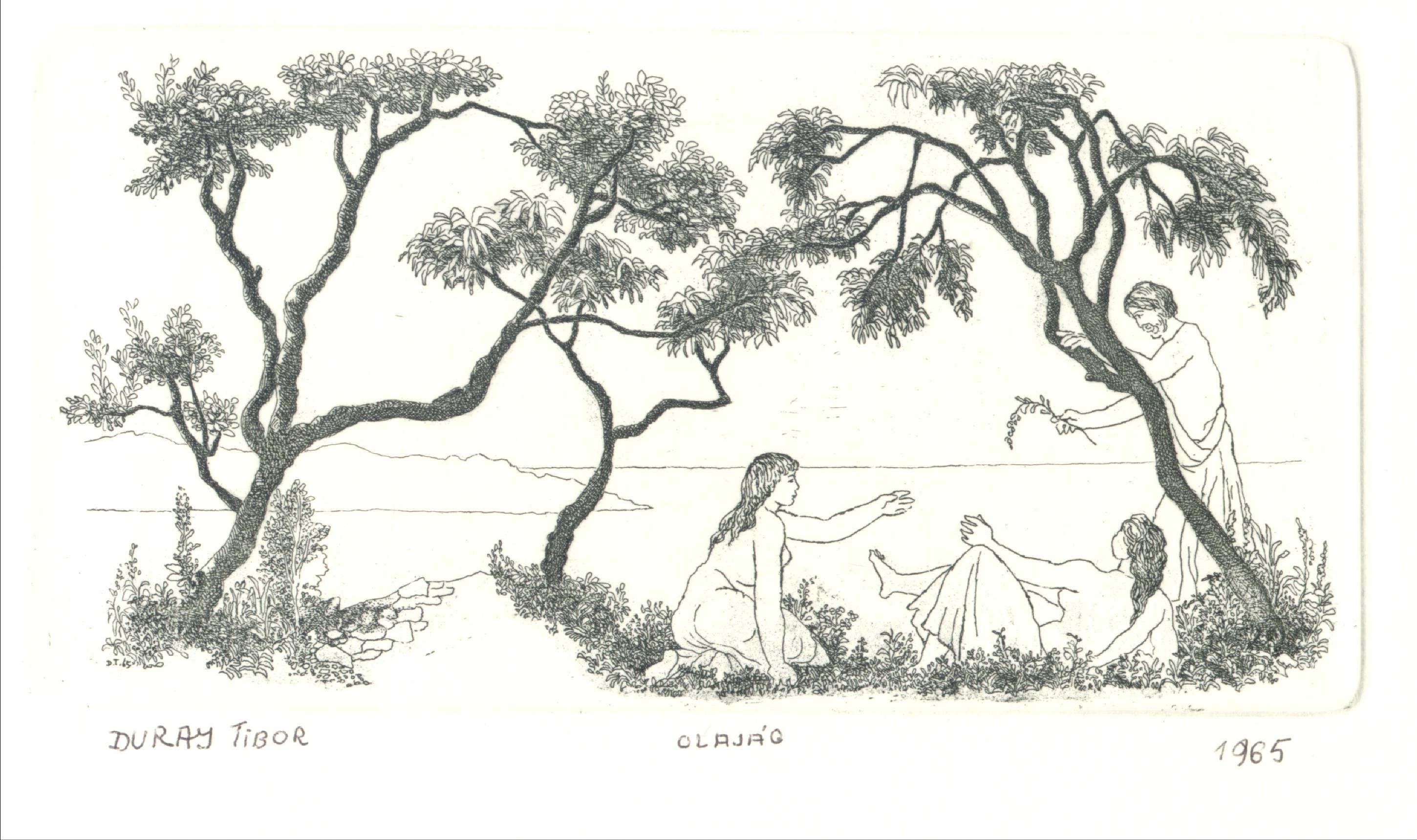
Duray Tibor grafikája

Az olajágnak többnyire egy szimbolikus tartalma, jelentése van.
Olajágat az engedékenység gesztusaként, vagy a béke szimbólumaként adnak át – gyakran ilyen célzás nélkül is – Görögországban a vendégeknek és a barátoknak, a hétköznapi életben. A legtöbb  országban ma is a béke szimbóluma.

## Eredete

### Ókori Görögország
Eredete az ókori görög kultúrában kereshető, ahol az olajág a béke és a jólét szimbóluma volt.
- A féltékeny Héra üldözésétől menekülő Létó hosszas szenvedés után menedékei talált Délosz szigetén. A „széphajú” istenasszony egy olajfa tövében - a békét megtalálva - világra hozta Apollónt és Artemiszt.

- Amikor Pallasz Athéné és Poszeidón vetélkedtek Athén város birtoklásáért, akkor a tengeristen bővizű forrást fakasztott, a bölcsesség istennője pedig elültette az első olajfát az Akropoliszon. Az istenek az olajfát becsülték többre, így lett Pallasz Athéné a nagy hírű város védő támogatója.

### Biblia
A Bibliában az Özönvíz elmúltát jelzi a Noéhoz a bárkába visszatérő, csőrében olajágat hozó galamb. Ez a megbékélés jelképe Isten és ember között, valamint az élet újjászületésének jele a Földön.
Az áldozás szimbóluma is, hiszen Jézus az utolsó éjszakáját az Olajfák hegyén töltötte imádkozással. 
A szeretet szimbóluma is, mert Jézus olajfából készült kereszten adta át életét.
A béke egyik közismert jelképe a Picasso alkotta „Békegalamb”.